# 巴甫洛皮尔
巴甫洛皮尔（烏克蘭語：Павлопіль），或按俄语名译为巴甫洛波尔（俄语：Павлополь），是乌克兰東部顿涅茨克州马里乌波尔区萨尔塔纳市镇内的村庄。该村始建于1838年，位于卡利米烏斯河畔。

## 历史
2014年顿巴斯战争期间，该村被頓巴斯親俄武裝占领。9月8日，通往该村的上跨卡利米乌斯河的桥梁被炸毁。10月6日，一名亲俄武装分子绑架了该村的村长。
2015年2月10日，乌克兰亚速营宣布收复了该村。2月23日，亲俄武装宣称再次夺回了该村的控制权。12月2日，乌军再次恢复了对该村的控制权。
2016年5月，两名男子驾驶的拖拉机在该村撞上不明爆炸装置，造成一人死亡，另一人受伤。6月14日，亲俄武装炮击了该村附近的乌军阵地，最终导致乌克兰第56摩托化旅的两名士兵死亡，一人受伤。
2022年俄羅斯入侵烏克蘭期间，该村再度被俄军占领。

## 人口统计
根据2001年烏克蘭人口普查，该村的人口为624人。该村人口的母语比率占比：
- 乌克兰语：72.60%
- 俄语：26.28%